# Lionel Bringuier
Lionel Bringuier (* 24. September 1986 in Nizza) ist ein französischer Pianist, Cellist und Dirigent.

## Ausbildung
Lionel Bringuier begann seine Ausbildung mit fünf Jahren am Konservatorium von Nizza, wo er fünf erste Preise gewann (Cello, Klavier, Kammermusik, Musikkultur und -ausbildung) und das er mit dem Diplom für Cello abschloss. Im Februar 2000 wurde er mit 13 Jahren vom Pariser Konservatorium aufgenommen, wo er zunächst Cello bei Philippe Muller, dann Dirigieren studierte. 2002 wurde er mit 15 Jahren als jüngster Franzose in die Dirigentenklasse von Zsolt Nagy aufgenommen; er setzte sich dabei unter 49 Kandidaten durch. Im gleichen Jahr erreichte er seine Hochschulreife mit der Auszeichnung Mention très bien à l’unanimité mit Diplomen für Cello und Dirigieren. Danach besuchte er Meisterkurse bei Péter Eötvös und János Fürst.

## Laufbahn
Am 12. Februar 2001 dirigierte er während der von France 3 direkt übertragenen Victoires de la musique das Orchestre national des Pays de la Loire.
Nach seiner Ausbildung in Kammermusik und Dirigieren wurde Bringuier im Januar 2005 Assistent des Leiters des Ensemble orchestral de Paris.
Er dirigierte unter anderem an der Oper von Massy, in der Akropolis von Nizza, in der Salle Cortot in Paris und im Kongresszentrum Marseille und war Gastdirigent verschiedener Orchester wie des Orchestre national des Pays de la Loire, des Orchestre Philharmonique de Monte-Carlo, der Tschechischen Philharmonie, der Sächsischen Staatskapelle Dresden, des schwedischen und des französischen Radiosinfonieorchesters, des BBC Symphony Orchestra (u. a. bei den BBC Proms), der New York Philharmonic, der Los Angeles Philharmonic und des Cleveland Orchestra. In New York debütierte er beim Mostly Mozart Festival. In der Saison 2005/2006 dirigierte er mehrere Konzerte des Ensemble orchestral de Paris.
2006 ernannte Esa-Pekka Salonen, Leiter der Los Angeles Philharmonic, Lionel Bringuier zu seinem Assistenten. Er übernahm das Amt im Oktober 2007 und war damit der jüngste Assistent des Leiters in der Geschichte des Orchesters und der erste Franzose. Im gleichen Jahr wurde er auch zum Assistenten des Leiters des Orchestre de Bretagne ernannt und debütierte als solcher im Februar 2007. Salonens Nachfolger Gustavo Dudamel ernannte Bringuier zum stellvertretenden Leiter der Los Angeles Philharmonic und später zum ersten Artist in Residence des Orchesters. Er übte das Amt bis zur Saison 2012/2013 aus.
2009 wurde er zum Musikdirektor des Orquesta Sinfónica Castilla y León in Valladolid, Spanien, ernannt und blieb dort bis zur Saison 2011/2012. Seit dem 17. April 2014 ist er Gastdirigent des Alma Chamber Orchestra in Paris.
2011 debütierte er als Operndirigent mit Bizets Carmen in Valladolid und an der Königlichen Oper Stockholm, 2014 mit Massenets Werther im Teatro alla Scala in Mailand.
Im November 2011 und Juni 2012 war Bringuier Gastdirigent des Tonhalle-Orchesters Zürich. In der Saison 2014/2015 übernahm er die Nachfolge David Zinmans als Dirigent und Musikdirektor des Orchesters mit einem Vertrag von vier Jahren. Im August 2016 gab das Orchester bekannt, dass der Vertrag mit Bringuier nicht verlängert wird und er sein Engagement damit mit der Saison 2017/2018 beendet. Im September 2025 übernimmt er die Leitung des Orchestre Philharmonique Royal de Liège.

## Aufnahmen
Bringuier hat Aufnahmen der Musik Vincent d’Indys mit dem Orchestre de Bretagne für Timpani Records und Camille Saint-Saëns’ mit dem Orchestre Philharmonique de Radio France für Erato Records gemacht.

## Auszeichnungen
2005 gewann Bringuier den Final des 49. Concours international de jeunes chefs d’orchestre de Besançon. Zunächst waren 220 Dirigenten aus 42 Ländern bei Vorprüfungen in Russland, China, in den USA und in Frankreich bewertet worden. Danach konnten sich beim Final 20 Kandidaten beim Dirigieren von La Valse von Ravel, der Rokoko-Variationen von Tschaikowski und von Gloria von Philippe Fénelon (mit dem Cellisten Marc Coppey als Solisten) präsentieren. Auch der Preis der Orchestermusiker des Orchestre National du Capitole de Toulouse und der Publikumspreis, über den während des Finals abgestimmt wurde, gingen an Lionel Bringuier.
Er ist Laureat der Stiftungen Langart und Cziffra und Träger der Ehrenauszeichnung Clés de la ville von Nizza.

## Privates
Lionel Bringuier ist der Sohn eines Ingenieurs und einer Polizeibeamtin. Seine drei älteren Brüder sind ebenfalls Musiker, darunter der Pianist Nicolas Bringuier, mit dem er regelmäßig im Duo auftritt.